# Lista de categorias de premiação do Óscar
Esta é uma lista de categorias de premiação do Óscar referente aos prêmios da Academia de Artes e Ciências Cinematográficas (do inglês: The Academy Awards), conhecido popularmente como Óscares/Oscars.

## Prêmios da Academia ao Mérito
As categorias que compõem os Prêmios da Academia:

### Prêmios atuais
Principais
| Categoria                                  | Nome original                                    | Primeiro ganhador               | Ano  | Ref.ª             |
| ------------------------------------------ | ------------------------------------------------ | ------------------------------- | ---- | ----------------- |
| Melhor Filme                               | Best Picture                                     | Wings                           | 1929 | [ 1 ] [ 2 ] [ 3 ] |
| Melhor Diretor                             | Best Directing                                   | Frank Borzage e Lewis Milestone | 1929 |                   |
| Melhor Ator                                | Best Actor                                       | Emil Jannings                   | 1929 |                   |
| Melhor Atriz                               | Best Performance by an Actress in a Leading Role | Janet Gaynor                    | 1929 |                   |
| Melhor Ator Coadjuvante/Secundário         | Best Supporting Actor                            | Walter Brennan                  | 1937 |                   |
| Melhor Atriz Coadjuvante/Secundária        | Best Supporting Actress                          | Gale Sondergaard                | 1937 |                   |
| Melhor Roteiro/Argumento Original          | Best Original Screenplay                         | Preston Sturges                 | 1941 |                   |
| Melhor Roteiro Adaptado/Argumento Adaptado | Best Adapted Screenplay                          | Benjamin Glazer                 | 1929 |                   |

Coadjuvantes
| Categoria                             | Nome original                                      | Primeiro ganhador               | Ano  | Ref               |
| ------------------------------------- | -------------------------------------------------- | ------------------------------- | ---- | ----------------- |
| Melhor Filme de Animação              | Best Animated Feature Film                         | Snow White and the Seven Dwarfs | 1938 |                   |
| Melhor Filme Internacional            | International Feature Film (Foreign Language Film) | La Strada                       | 1957 | [ 4 ] [ 5 ] [ 6 ] |
| Melhor Documentário de Longa-metragem | Best Documentary Feature (Documentary)             | The Battle Of Midway            | 1943 | [ 7 ]             |
| Melhor Documentário de Curta-metragem | Best Documentary Short Subject                     | Churchill's Island              | 1942 | [ 8 ]             |
| Melhor Curta-metragem em Live Action  | Best Short Subject Live Action                     | Grand Canyon                    | 1959 | [ 9 ]             |
| Melhor Curta-metragem de Animação     | Short Subject Animated (Short Subject Cartoon)     | Three Orphan Kittens            | 1936 | [ 10 ]            |

Técnicos
| Categoria                                            | Nome original                              | Primeiro ganhador                        | Ano  | Ref    |
| ---------------------------------------------------- | ------------------------------------------ | ---------------------------------------- | ---- | ------ |
| Melhor Trilha Sonora                                 | Best Music Song                            | Snow White and the Seven Dwarfs          | 1935 | [ 11 ] |
| Melhor Canção Original                               | Best Original Song                         | The Gay Divorcee                         | 1935 | [ 11 ] |
| Melhor Efeitos Sonoros                               | Sound Effects                              | IT'S A MAD, MAD, MAD, MAD WORLD          | 1964 | [ 12 ] |
|                                                      | Best Sound Recording                       | THE BIG HOUSE                            | 1931 | [ 13 ] |
| Melhor Fotografia/Cinematografia                     | Best Cinematography                        | Sunrise                                  | 1929 | [ 14 ] |
| Melhores Efeitos Visuais                             | Best visual effects (Special Effects)      | THE RAINS CAME                           | 1940 | [ 15 ] |
| Melhor Figurino                                      | Best costume design                        | HAMLET (Black&White) JOAN OF ARC (color) | 1949 | [ 16 ] |
| Melhor Edição                                        | Best Film Editing                          | ESKIMO                                   | 1935 | [ 17 ] |
| Melhor Maquiagem e Penteados/Maquilhagem e Penteados | Best make-up and hairstyling (Best Makeup) | AN AMERICAN WEREWOLF IN LONDON           | 1982 | [ 18 ] |
| Melhor Design de Produção                            | Best Art Direction                         | THE DOVE                                 | 1929 | [ 19 ] |

### Prêmios retirados
- Melhor Diretor Assistente (1933–1937)
- Melhor Coreografia (1935–1937)
- Melhor Engenharia de Efeitos (somente em 1929), Best Engineering Effects, Wings.[20][21]
- Melhor Trilha Sonora: Comédia ou Musical (1995–1998)
- Melhor História Original (1927–1956)
- Melhor Trilha Sonora adaptada (1962–1969)
- Melhor Edição de Som (Best Sound Editing; 1964–2020)

- Melhor Curta-metragem: Cor (1936–1937)
- Melhor Curta-metragem em Live-Action: 1 Bobina (1936–1956)
- Melhor Curta-metragem em Live-Action: 2 Bobinas (1936–1956)
- Melhor Curta-metragem: Inovação (1932–1935)
- Melhor Entretitulagem (somente em 1927/28)
- Melhor Qualidade Artística de Produção (somente em 1927/28)